# Studentconsulting Sweden
Studentconsulting Sweden är ett svenskt bemannings- och rekryteringsföretag specialiserat på studenter, akademiker och unga. Företaget omsatte åren 2013-2022 mellan 750 miljoner och 1,5 miljarder svenska kronor.
StudentConsulting arbetar med deltidsbemanning, heltidsbemanning och rekrytering gentemot inom nio olika områden; 
- IT/Teknik
- Lager/Logistik
- Kundservice/CallCenter
- Produktion/Industri
- Ekonomi/Finans
- Kontor/Administration
- Butik/Handel
- HR/Personal
- Försäljning/Marknad

## Historia
Företaget grundades i Luleå 1997 av två studenter, Tobias Lindfors och Niklas Jansson. Affärsidén var att föra ut universitets- och högskolestudenter i näringslivet genom att erbjuda extrajobb vid sidan av studierna.